# Bristol-Myers Squibb

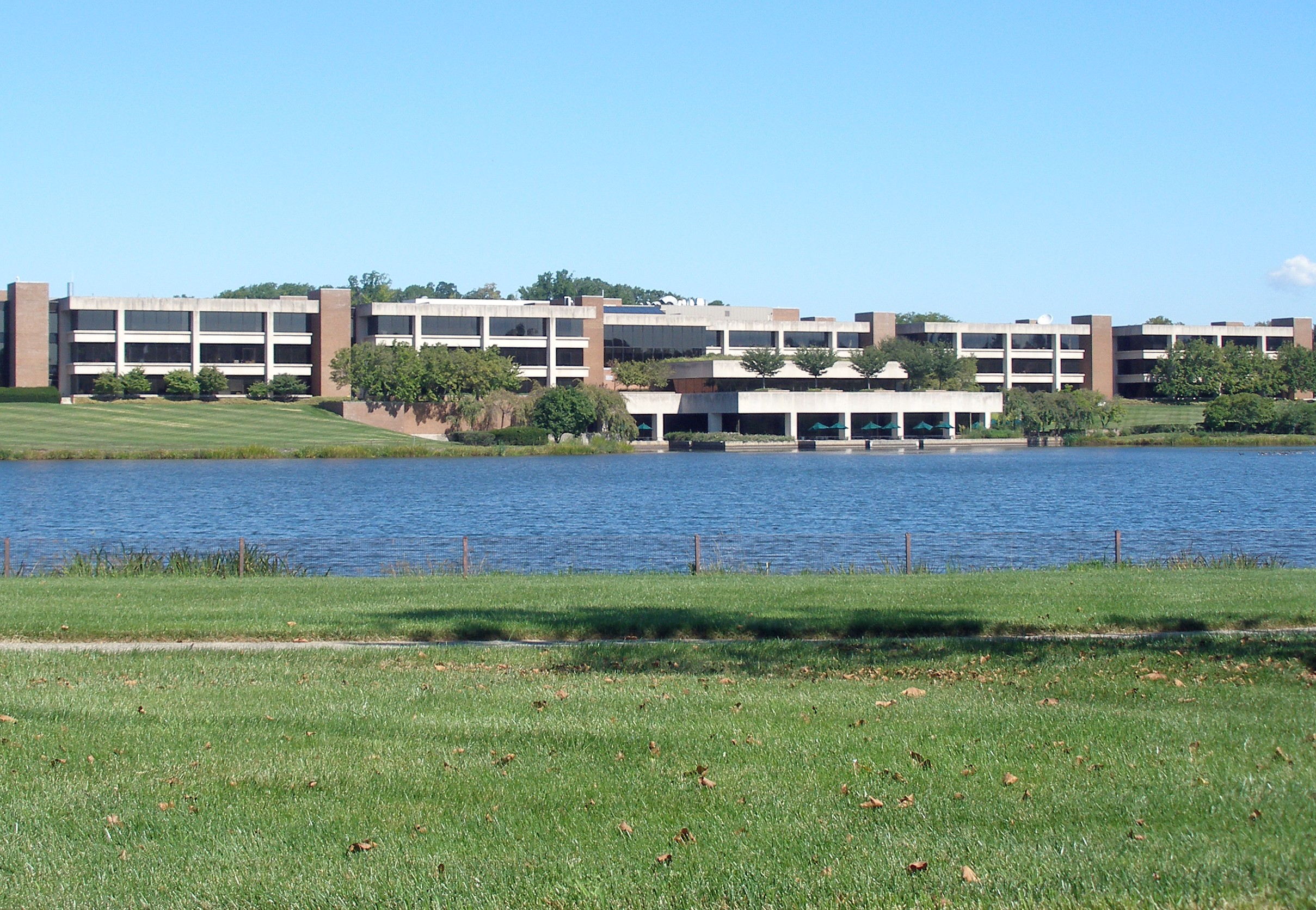
Un Bristol-Myers Squibb R & D centro Princeton Rd, Princeton, Nueva Jersey, Estados Unidos

Bristol-Myers Squibb, a menudo conocido como BMS, es una compañía farmacéutica, con sede en la ciudad de Nueva York. La empresa se formó en 1989, tras la fusión de sus predecesores de Bristol-Myers y la Corporación de Squibb. Squibb fue fundado en 1858 por Edward Robinson Squibb en Brooklyn, Nueva York, mientras que Bristol-Myers fue fundada en 1887 por William McLaren Bristol y John Ripley Myers en Clinton, Condado de Oneida, Nueva York, (ambos eran graduados de Hamilton College (Nueva York). Bristol-Myers Squibb fabrica productos farmacéuticos de prescripción en varias áreas terapéuticas, incluyendo cáncer, VIH/SIDA, enfermedades cardiovasculares, diabetes, hepatitis, artritis reumatoide y trastornos psiquiátricos. Su misión es "descubrir, desarrollar y ofrecer medicamentos innovadores que ayudan a los pacientes a superar enfermedades graves". Sitios primarios de R & D 'BMS se encuentran en Princeton, New Jersey  (anteriormente Squibb) y Wallingford, Connecticut (anteriormente Bristol-Myers), con otros sitios en Hopewell y Nueva Brunswick, Nueva Jersey y en Braine-l ' Alleud, Bélgica, Tokio y Bangalore, India.

## Historia
En 1999, el Presidente Bill Clinton otorgó a Bristol-Myers Squibb la Medalla Nacional de Tecnología, máximo reconocimiento de la nación para logros, muy bien tecnológicos "por extender y mejorar la vida humana a través de la investigación farmacéutica innovadora y el desarrollo y la redefinición de la ciencia del estudio clínico a través de ensayos clínicos innovadores y enormemente complejos que son modelos reconocidos en la industria." En 2005, BMS estaba entre las 53 entidades que contribuyeron el máximo de $250,000 a la investidura presidencial de Bush. En noviembre de 2009, Bristol-Myers Squibb anunció que era "partner" de Mead Johnson Nutrition, ofreciendo a los accionistas BMY la oportunidad de intercambiar sus acciones por las de Mead Johnson. Con el acuerdo con Bristol-Myers Squibb, se esperaba que este movimiento agudizase el enfoque de la compañía en productos biofarmacéuticos. 
BMS es una compañía del Fortune 500 (#114 en la lista de 2010). 2009 Verde Ranking de Newsweek había reconocido a Bristol-Myers Squibb dentro del grupo de las 8 corporaciones más grandes de Estados Unidos. También, BMS fue incluida en el índice del Dow Jones Sustainability Norteamérica 2009 de compañías basadas en la sostenibilidad. En octubre de 2010, la compañía adquirió ZymoGenetics, asegurando la producción de medicamentos contra el cáncer, la hepatitis C y otras áreas terapéuticas.
En enero de 2019, la Justicia de EE.UU demandó al grupo farmacéutico Bristol-Myers Squibb, por participar en la década de 1940 en un experimento que afectó, con distintas enfermedades venéreas como sífilis y gonorrea, a miles de guatemaltecos.

### Taxol
Al mismo tiempo, BMS celebró el contrato solitario para cosechar la corteza de árboles en peligro de extinción de Taxus brevifolia en territorio de Estados Unidos para la fabricación de medicinas de quimioterapia (Taxol). La producción actual proviene de fuentes renovables. BMS también celebró la licencia original de paclitaxel, pero ahora hay varios productores genéricos.